# Lorbeer (Heraldik)
Lorbeer gehört als Pflanze in der Heraldik zu den Wappenfiguren und zu den Prachtstücken. Das Vorbild in der Natur ist der Echte Lorbeer.
Er gilt als Symbol der Ehre, des Ruhmes und des Sieges. Wenn auch der Gebrauch schon lange bekannt war, in die Heraldik hat er erst seit der Renaissance Einzug gehalten, Gleiches gilt auch für den Olivenzweig oder Ölzweig, beziehungsweise den Palmenzweig. Diese Zweige werden in der Heraldik gerne zur Kombination mit Lorbeer genommen. Dazu ist noch Eiche und Linde zu rechnen.
Die Anwendung des Lorbeers ist vielseitig.
Der Gebrauch im Wappen oder Wappenfeld ist in diesen Varianten möglich:
- ganze Pflanze (Lorbeerbaum, als heraldischer Baum stilisiert dargestellt)
- ein oder mehrere Blätter
- ein der mehrere Zweige
- ein Kranz (Lorbeerkranz)

oder um den Schild
- je ein Zweig zu den Wappenseiten
- in Kombination ein Lorbeerzweig mit einem anderen beblätterten Zweig
- ein Kranz oder Gebinde

In diesem Gebrauch werden die Zweige unterhalb des Schildfußes recht häufig mit einer Schleife gebunden. Dabei wird versucht, die Farben des Wappenträgers oder die Nationalfarbe des Landes (Italienische Wappen) in der Schleife zu zeigen. Auch eine leichte Umwicklung mehrerer Zweige zu einem Bund oder Gebinde ist gebräuchlich.
Die Tingierung des Lorbeers ist in Grün oder Gold, aber Silber ist auch häufig vertreten.
Im Wappen ist der Lorbeer oft schwer als solcher erkennbar. Hier sollte die Wappenbeschreibung klären. Oft wird in der Beschreibung von Girlande oder Gebinde geschrieben und es sind die schildumgebenen Zweige damit gemeint. Diese Unsitte außerhalb des Wappenschildes Zweige anzufügen ist dem Rokoko geschuldet, wo die verspielte Rocaille-Schildform Auswüchse annahm.
Die Zweige werden gelegentlich mit rotgefärbten Beeren belebt, obwohl diese nicht in so hellen Farbe in der Natur vorkommen.

## Beispiele

Lorbeer-Eiche (Mortegliano, Italien)
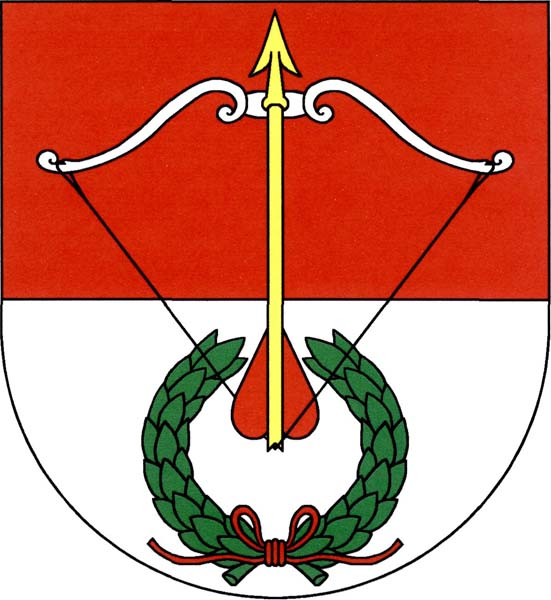
Kranz im Wappen (Lukov u Bíliny, Tschechien)
Gebinde (Rancagua, Chile)
Kranz im Oberwappen (Kolumbien 1820–1821)
Lorbeerbaum (Prem)
Lorbeerzweig (Forshaga, Schweden)
Goldener Zweig im Reiherschnabel (Fréscano, Spanien)